# Осман Хаджич
Осман Хаджич (босн. Osman Hadžić, серб. Осман Хаџић, народився 9 вересня 1966 у Цазині) — боснійський співак у жанрі турбо-фолк. Один з найвідоміших співаків Боснії у жанрі фолк, виконує пісні про кохання. Найвідомішими його композиціями є «Ja Tebe Volim» та «Titanik».

## Дискографія
- Лажу Очи Зелене (1990)
- Никад више Сњежана (1991)
- За њом плачу Црне очи (1993)
- Обриши сузе баксузе (1994)
- Није чудо што те волим лудо (1999)
- Остарит ћемо (2000)
- Презиме (2002)
- Бог љубави (2005)
- Ја сам овако Онако (2007)
- Пољуби Ме (дует са Сабрином) (2009)
- Поново се волимо (2010)

### Сингли
- Твоје очи (разом з Гогой Секуличем)
- Титаник
- Лијепа као гријех
- Хладна зима
- Врати се